# Villefranche-de-Lonchat
Villefranche-de-Lonchat is een gemeente in het Franse departement Dordogne (regio Nouvelle-Aquitaine). De plaats maakt deel uit van het arrondissement Bergerac. Villefranche-de-Lonchat telde op 1 januari 2022 956 inwoners.

## Geografie
De oppervlakte van Villefranche-de-Lonchat bedraagt 14,98 km², de bevolkingsdichtheid is 65 inwoners per km² (per 1 januari 2019).
De onderstaande kaart toont de ligging van Villefranche-de-Lonchat met de belangrijkste infrastructuur en aangrenzende gemeenten.

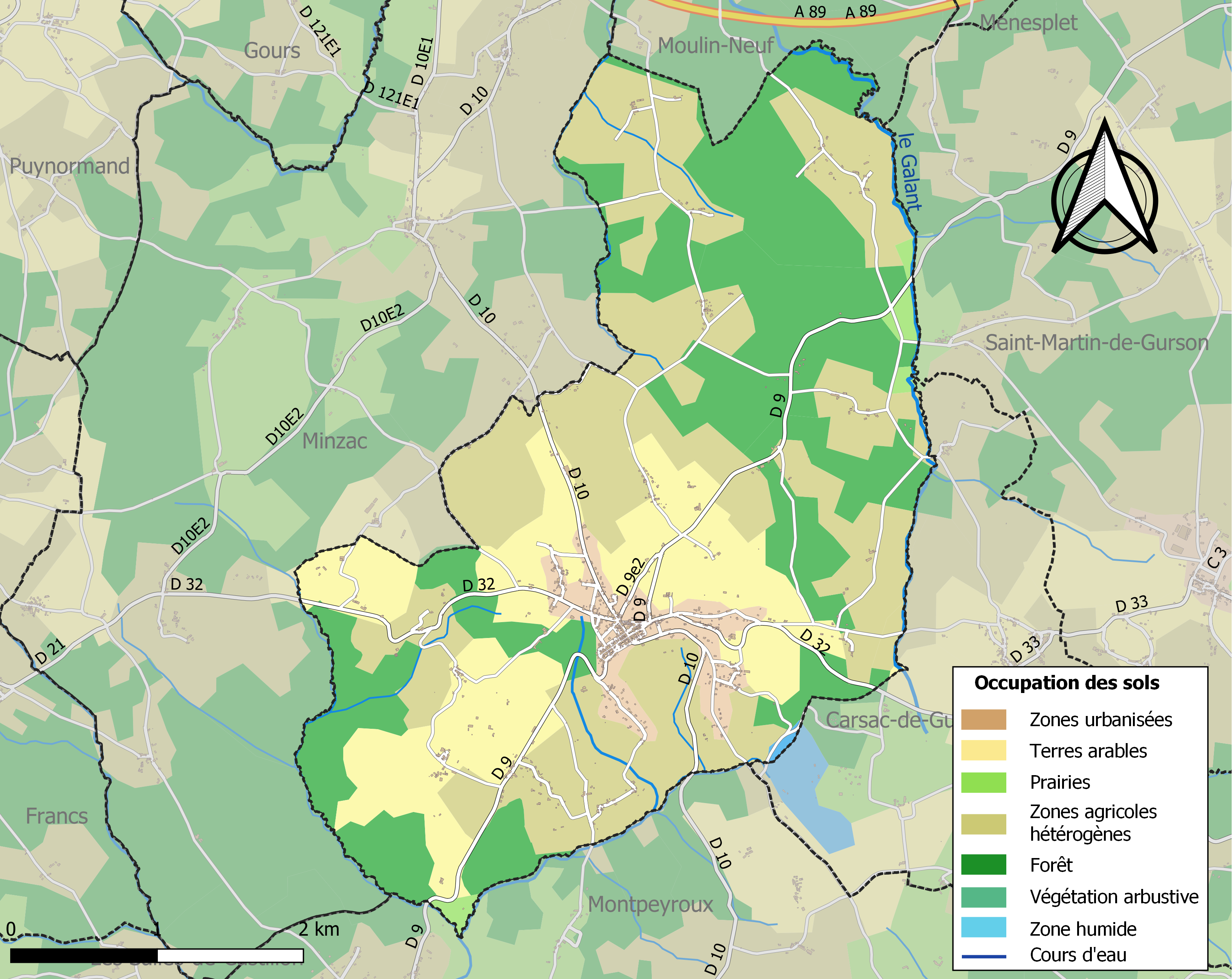

## Demografie
Onderstaande figuur toont het verloop van het inwonertal (bron: INSEE-tellingen).